# Balclutha
Pour les articles homonymes, voir Balclutha (homonymie).
 (septembre 2020).
Si vous disposez d'ouvrages ou d'articles de référence ou si vous connaissez des sites web de qualité traitant du thème abordé ici, merci de compléter l'article en donnant les références utiles à sa vérifiabilité et en les liant à la section « Notes et références ».
Balclutha est une ville de Nouvelle-Zélande située dans la région d'Otago dans le sud de l'île du Sud.

## Situation
Elle est le siège du District de Clutha. Balclutha est localisée à approximativement mi-chemin entre les villes de Dunedin et d’Invercargill sur le trajet de la ligne de chemin de fer de la ligne principale de l'île du Sud (en), la State Highway 1 et la route Southern Scenic Route (en), sur la côte sud-est, à l'embouchure du fleuve Clutha, à laquelle elle doit son nom.

## Population
Le secteur de Balclutha couvre une surface de 7,33 km2 et a une population estimée à 4 280 résidents en juin 2021 avec une densité de population 584 personnes par km2.
Balclutha avait une population de 3 918 habitants lors du recensement néo-zélandais de 2013), et c'est donc la plus grande ville de la région de South Otago.
Balclutha avait une population de 4 110 habitants lors du recensement néo-zélandais de 2018, en augmentation de 123 personnes (3,1 %) depuis celui de 2013, et en diminution de 27 personnes (−0,7 %) depuis le recensement de 2006 en Nouvelle-Zélande.

## Activité
Le conseil du district de Clutha est basé dans la ville de Balclutha.
C’est le centre de service le plus important de cette région agricole fertile située autour du cours inférieur du fleuve Clutha, et aussi la ville importante la plus proche de la chaîne des Catlins, une région spectaculaire avec une forêt encore primaire, riche de vie sauvage mais limitée aussi par une côte très accidentée.

## Toponymie
Connu localement sous le nom de Clutha, le nom de Balclutha est celui du fleuve sur les berges duquel elle est, reflétant l’origine écossaise de la ville.
Le nom vient du gaélique écossais et pourrait être épelé Baile Cluaidh dans ce langage, ce qui est traduit en anglais par « Ville de la Clyde ».
James McNeil de Bonhill, né dans le comté de Dumbarton, en Écosse est regardé comme le père fondateur de la ville, arriva ici en 1853, via Port Chalmers en 1849.
Sa ferme était sur le site occupé actuellement par la ville, et avec l'aide du gouvernement provincial, il établit un service de ferry à travers le fleuve Clutha en 1857 et dont il résulta que la ville fut nommée initialement Clutha Ferry.
Les Maoris nomment la zone de l'embouchure du fleuve Iwikatea, littéralement « os blanchis » en raison de batailles entre tribus, qui s'y déroulèrent au XVIIIe siècle et après lesquelles les squelettes des guerriers morts furent laissés sur place, blanchissant au soleil.

## Caractéristiques naturelles
Le fleuve Clutha, qui traverse la ville, est le deuxième plus long de fleuve de Nouvelle-Zélande et le premier par son débit.
Il permet à la ville de proposer de nombreuses activités nautiques, parmi lesquelles la pêche ou le ski nautique.
La ville s'étend principalement dans une boucle du fleuve, ainsi que sur deux collines, qui se font face au nord et au sud.
En incluant les environs de la ville de Clutha elle-même, il y a un certain nombre d’éléments caractéristiques dans et près de Balclutha.
À proximité de Benhar/Kaitangata, se trouvent le lac Tuakitoto (en) et la Matai Falls, une chute d’eau naturelle très spectaculaire, située dans la chaîne des Catlins (en).
Le secteur du promontoire Nugget Point près du promontoire de Kaka Point sont les zones d'accostage les pires de toutes, mais les Manchots antipodes viennent à terre pour y faire leurs nids.

## Bâtiments

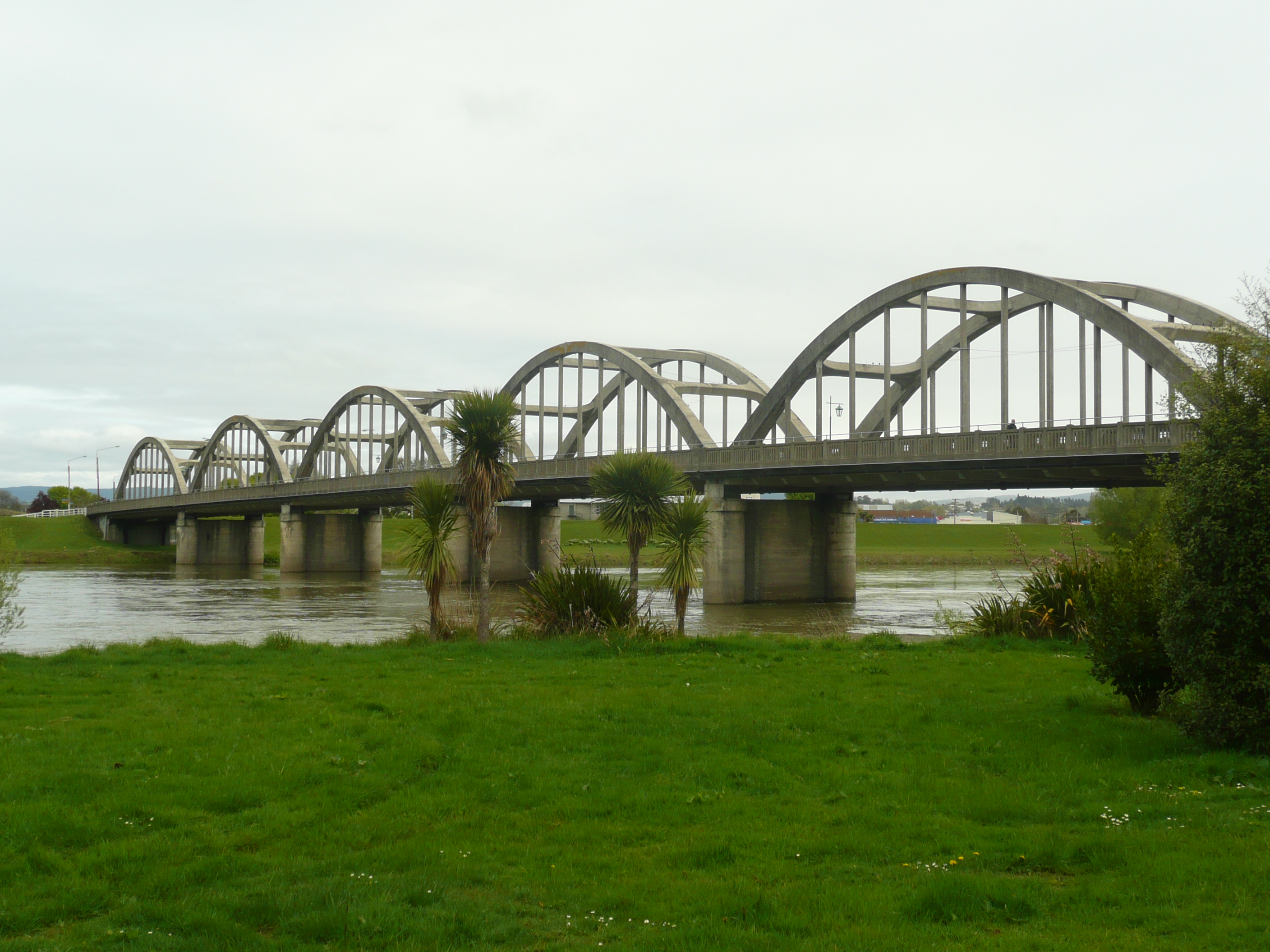
Pont routier de Balclutha sur le trajet du fleuve Clutha.

La structure la plus marquante de la ville est le pont de Balclutha (en) construit en béton qui traverse le fleuve et qui fut érigé en 1935, car le pont original en bois de 1868 fut emporté par le débordement du fleuve lors de l’inondation du 14 octobre 1878.
Reconstruit en 1881, il fut ensuite considéré comme inapte pour le passage des véhicules à moteurs.
Le chemin de fer de l’Île du Sud (la ligne principale du sud de l’île du Sud (en)) traverse aussi la rivière mais à quelque 800 mètres plus bas, en aval, là où le Clutha se divise en une branche sud connue comme le Koau (pied shag), et la branche nord le Matau (dérivé de Mata Au, le nom maori pour la Clutha).
La plus grande partie du centre-ville de Balclutha siège sur les terrains plats qui s’étendent à l’intérieur d’une grande boucle du fleuve vers le sud du pont routier mais North Balclutha est perchée sur les collines au nord du pont et la banlieue de Rosebank est sur l’une des autres collines situées au sud.

## Éducation
Les structures d’éducation fondées par le Gouvernement comprennent :
- école secondaire de South Otago (en)
- Balclutha Primary School
- Rosebank Primary School
- St. Joseph's Primary School
- (en) Telford, au niveau du campus Université Lincoln (en)

## Personnalités notables
- Clive Matthewson (en), homme politique
- Ronald Algie, homme politique, ayant fait ses études à Balclutha
- John Barr (en), metteur en scène
- Robbie Johnston (en), coureur olympique sur longue distance
- Ian Murray Mackerras, zoologiste
- Aubrey Begg (en), homme politique
- Tony Brown, joueur de rugby des All Black
- Morgan Endicott-Davies (en), judoka
- Phillipa Finch (en), joueur de netball
- Aaron Gale (en),joueur de cricket international
- Paul Grant, joueur de rugby et international en rugby sevens
- Jan Mortimer (en), international draughts player (joueuse de dame)
- Rachel Pullar (en), joueuse international de cricket
- Barbara Tilden (en), joueur international de hockey sur gazon
- Sarah Tsukigawa (en), joueuse internationale de cricket
- Rob Webster (en), virologiste
- Debbie White (en), joueur international de netball

## Autres lectures
- (en)Bette Flagler, Adventure guide: New Zealand,, Hunter Publishing, Inc, 2005, 800 p. (ISBN 1-58843-405-2)